# Biedenbach (Schwalmstadt)
Koordinaten: 50° 54′ 22″ N, 9° 8′ 51″ O
Biedenbach ist eine Dorfwüstung in der Gemarkung von Florshain, einem Stadtteil von Schwalmstadt im nordhessischen Schwalm-Eder-Kreis.

## Lage
Die Wüstung wird südlich der Kreisstraße K 101 von Florshain nach Treysa vermutet, am Biedenbach, zwischen dem unmittelbar östlich von Florshain gelegenen Kirchberg (270 m) und dem 13,5 ha großen, 1983 ausgewiesenen Naturschutzgebiet Biedenbacher Teiche bei Florshain an der Mündung des Biedenbachs in den Wiera-Zufluss Silberbach. Der Ort befindet sich auf 232 m Höhe etwa 1 km südöstlich von Florshain, bzw. 3 km westlich von Treysa. Die Trasse der im Bau befindlichen Bundesautobahn 49 führt, mit der knapp 200 m langen „Talbrücke Biedenbacher Teiche“, in langem Bogen östlich an der Wüstung und unmittelbar an dem Naturschutzgebiet vorbei.

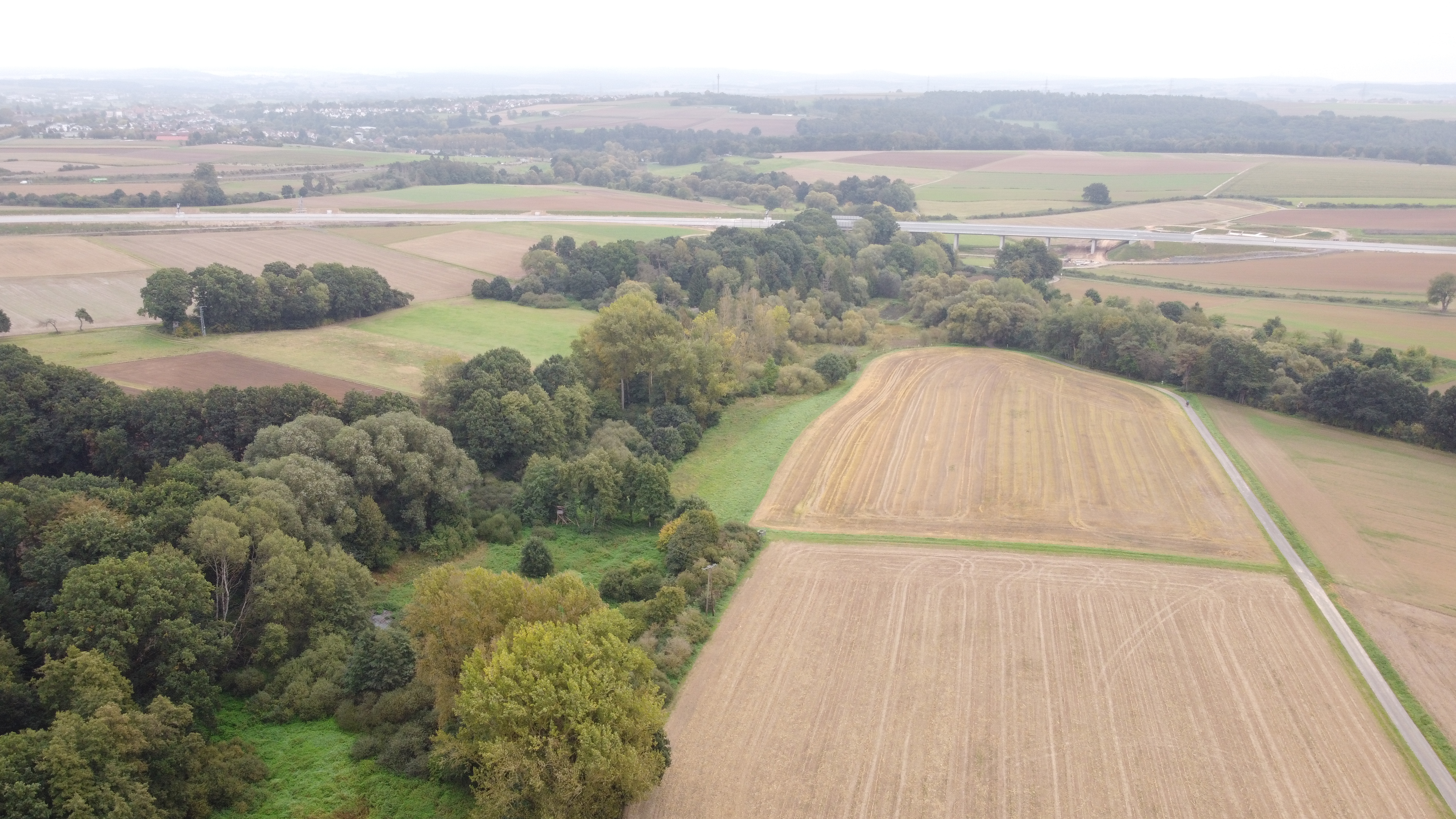
Naturschutzgebiet Biedenbacher Teiche; im Hintergrund die im Bau befindliche Autobahn A 49 mit der Talbrücke Biedenbacher Teiche

## Geschichte
Der Ort wurde im Jahre 1197 erstmals urkundlich erwähnt, als Papst Coelestin III. das Chorherrenstift Cappel in seinen Schutz nahm und ihm seinen Güterbesitz bestätigte. Aus Biedenbach erhielt das Stift demnach 14 Solidi Einkünfte jährlich. Biedenbach gehörte zur Grafschaft Ziegenhain und darin zum Gericht auf den Wasen. Gegen Ende des 14. Jahrhunderts war der Ort noch bewohnt: 1367 verpfändete Graf Gottfried VII. die Dörfer Ober-, Mittel- und Nieder-Wiera sowie Biedenbach zur Hälfte an die Familie Kuppel (auch Küppel oder Koppel) und die von Gleimenhain, und 1386 waren diese Orte zur Hälfte an die von Erfurtshausen versetzt.
Bei der Verpfändung von 1386 war der Teich von Biedenbach ausdrücklich ausgenommen und blieb somit im Besitz des Grafen Gottfried VIII. Der Teich war 1450 Teil der durch Landgraf Ludwig I. von Hessen aufgebesserten Leibzucht der Gräfin Elisabeth, Witwe Johanns II., des letzten Grafen von Ziegenhain.
Wann der Ort verlassen wurde, ist bisher nicht bekannt. 1580 wurde das dortige Land von Treysa, Florshain und Wiera aus bestellt.